# Oblivion Dust
Oblivion Dust (オブリヴィオン・ダスト) är ett japanskt rockband grundat 1996 av Ken Lloyd, Kazuhito Iwaike, Matt Garret och Taka Motomura. Mellan 1996 och splittringen 2001 släpptes 5 studioalbum och på grund av Ken Lloyds halvbrittiska rötter samt låttexterna (mestadels engelskspråkiga) framstod Oblivion Dust som ett unikt band i den japanska marknaden. Oblivion Dust var överlägsna andra japanska band som försökte använda det engelska språket i deras musik, dock orsakade det att bandet sålde väldigt lite i Japan och kan vara anledningen till att man valde att använda japanska språket i texterna då och då. September 2007 återförenades Oblivion Dust och har sedan dess släppt ytterligare två album samt ett minialbum. Den här gången enbart med låttexter på engelska. Bandets musikstil blandar alternativ rock, new wave, post-grunge, elektronisk musik och hårdrock. 

## Medlemmar
- Ken Lloyd – sång (1996–2001, 2007–)
- Kazuhito Iwaike – gitarr (1995–2001, 2007–)
- Rikiji Masuda – bas (1998–2000, 2007–)

### Live-medlemmar
- Yuji – gitarr (2011–)
- Arimatsu – trummor (2011–).

### Tidigare medlemmar
- Derek Forbes - bas (1996)
- Matt Garrett - bas (1996-1997)
- Taka Motomura - trummor (1996-1998)
- Souta "Furuton" Oofuruton – trummor (1998–2001)
- Masaru "May" Yoshida – gitarr (1998-2000,2001)

## Diskografi

### Album
- Looking for Elvis (1997)
- Misery Days (1998)
- Reborn (1999)
- Butterfly Head (2000)
- Radio Songs (2001)
- Oblivion Dust (2008)
- 9 Gates For Bipolar (2012)

### Mini-album
- Dirt (2016)
- Shadows (2022)

### Singlar
- Sucker (1997)
- Numb (1997)
- Falling (1997)
- Therapy (1998)
- Trust (1998)
- Blurred (1999)
- You (1999)
- Goodbye (1999)
- Crazy (1999)
- Forever (2000)
- Designer Fetus (2000)
- Haze (2007)
- When You Say (2008)
- Never Ending (2008)
- Girl in Momo / Bed of Roses (2008)
- Tune (2011)

### DVD
- Overdose (live) (2000)
- Oblivion Dust The DVD (musikvideor) (2001)